# Around the Bend
Around the Bend is een Amerikaanse film uit 2004, geschreven en geregisseerd door Jordan Roberts. De hoofdrollen zijn voor Michael Caine, Josh Lucas en Christopher Walken.
De film is geïnspireerd door de relatie van Roberts en zijn absente vader die hij nauwelijks heeft gekend.

## Inhoud
- Tagline: The skeletons in the family closet just came out to play.

Vier generaties mannen die elkaar in jaren niet hebben gezien: overgrootvader Henry Lair, grootvader Turner, vader Jason en zijn zoon Zach, worden plotseling herenigd om de waarheid over hun familieverleden te ontdekken. Wanneer het oudste lid overlijdt, doorkruist het trio in een oude bus het land richting het zuidwesten om het geheim te ontrafelen.

## Cast
- Michael Caine - Henry Lair
- Jonah Bobo - Zach Lair
- Josh Lucas - Jason Lair
- Glenne Headly - Katrina
- Christopher Walken - Turner Lair
- Kathryn Hahn - Sarah